# کادیاتو کانوته
کادیاتو کانوته (انگلیسی: Kadiatou Kanouté؛ زادهٔ ۱۱ ژوئن ۱۹۷۸)  بازیکن زن بسکتبال اهل مالی بود. وی در بازی‌های المپیک تابستانی ۲۰۰۸ شرکت کرده‌است.